# Cirrhilabrus flavidorsalis
Cirrhilabrus flavidorsalis (Randall & Carpenter, 1980) è un pesce d'acqua salata appartenente alla famiglia Labridae.

## Distribuzione e habitat
Proviene dalle barriere coralline di Palau, Filippine e Indonesia, nell'oceano Pacifico occidentale. Di solito nuota tra i 6 e i 40 m in zone ricche di coralli.

## Descrizione
È una specie di piccole dimensioni medie, infatti la lunghezza massima registrata è di 6,5 cm. Presenta un corpo compresso lateralmente, mediamente alto e con la testa dal profilo appuntito. Il corpo non è allungato.
Sebbene il dimorfismo sessuale non sia estremamente marcato come in altre specie del genere Cirrhilabrus, gli esemplari femminili si possono distinguere dai maschi adulti perché interamente rossi ma con il ventre chiaro, le pinne trasparenti e una piccola macchia sul peduncolo caudale.
I maschi adulti, invece, sono rossi con delle sottili linee bianche verticali e il ventre bianco. Le loro pinne possono cambiare da gialle a bluastre in base all'umore.

## Comportamento
Solitamente nuota in banchi composti da pochi esemplari.

## Conservazione
Questa specie viene catturata per essere tenuta negli acquari soltanto raramente, quindi viene classificata come "a rischio minimo" (LC) dalla lista rossa IUCN.